# Typ Algérien
Die als Typ Algérien bezeichnete Schiffsklasse ist eine Baureihe von vierzehn Frachtschiffen der französischen Reedereigruppe SAGA-CBVN. Die aufgrund ihrer eigenwilligen Motorenanlage auch als „les six-moteurs“ (deutsch: die Sechsmotorer) bekannten Schiffe knüpften an den vor dem Zweiten Weltkrieg unterhaltenen Afrikadienst der Reederei an.

## Geschichte
Die 14 Schiffe des Typs Algérien wurden Ende der 1940er Jahre bestellt. Aufgrund der nachkriegsbedingten Knappheit an Werftbauplätzen entstanden die Schiffe auf drei Werften. Die ersten sechs Einheiten entstanden ab 1947 auf der US-amerikanischen Werft Tampa Shipbuilding Company in Tampa Bay, Florida. In den Jahren 1950/51 wurden weitere zwei Einheiten von den französischen Werft Ateliers et Chantiers de la Loire in Nantes und sechs von Arsenal de Lorient in Lorient erstellt.
Die Schiffe wurden zunächst bei den Reedereien Sociéte Anonyme de Gérance et d'Armement (SAGA) aus Paris, Compagnie des Bateaux à Vapeur du Nord (CBVN) aus Dünkirchen (letztere war seit 1927 im Besitz der SAGA) und der Compagnie Navale Afrique du Nord aus Le Havre auf Linien nach Nordafrika und zu den Ärmelkanal- und Nordseehäfen eingesetzt. Die Ladung der als Stückgut- und Teilkühlschiffe ausgerüsteten Einheiten bestand aus Stückgütern aller Art sowie aus Früchten und Gemüse, bei einem Teil der Schiffe darüber hinaus auch aus Flüssigladungen wie beispielsweise Wein.
1955 verkaufte man die beiden Schiffe Saint Jacques (ex Algérien) und Saint Paul an die Reederei Compagnie de Navigation Denis Frères, die die beiden Schiffe im Westafrika-Gemeinschaftsdienst mit der Reederei Société Navale de l'Ouest.
In den Jahren 1957 bis 1962 wurden sechs Schiffe, die Saint Jacques (ex Algérien), Saint Paul, Brestois, Dunkerquois, Saint Thomas (ex Tourquennois), Saint Paul (ex Cambraisien) und die Saint André (ex Douaisien) um 15 Meter verlängert, um sie auch im Westafrikadienst einzusetzen. Die Länge vergrößerte sich auf 128,35 Meter über alles und 120,77 Meter zwischen den Loten, der Tiefgang betrug nach dem Umbau 5,76 Meter. Die Tragfähigkeit der verlängerten Schiffe betrug rund 8.000 Tonnen. Auch die beiden von  der Compagnie Navale Afrique du Nord bereederten Schiffe Oranie und Tunisie wurden 1958 verlängert, allerdings nur um sieben Meter.
In späteren Jahren veräußerte SAGA-CBVN die Schiffe an mehrere Reedereien. Sie blieben auch nach mehreren Verkäufen weitere Jahre in Fahrt und wurden dann in den 1970er und 1980er Jahren abgebrochen.

## Die Schiffe
| Name         | Stapellauf/Ablieferung | Bauwerft                          | Verbleib |
| ------------ | ---------------------- | --------------------------------- | --- |
| Algérien     | -/12. Mai 1947         | Tampa Ship                        | 1955 Saint Jacques, 1961 um 15 Meter verlängert, 1970 Captain Pavlov, am 29. November 1976 vor Nigeria gestrandet, 1977 Abbruch                                                       |
| Amiénois     | -/1947                 | Tampa Ship                        | |
| Artésien     | -/1947                 | Tampa Ship                        | |
| Rouennais    | -/1947                 | Tampa Ship                        | 1957 Saint Jean |
| Saint-Pierre | -/1947                 | Tampa Ship                        | |
| Saint-Paul   | -/1947                 | Tampa Ship                        | |
| Cambraisien  | -/30. Juli 1950        | Arsenal de Lorient                | 1962 um 15 m verlängert Saint Pierre, November 1969 Argoland, 1973 Alexis, 1977 Abbruch                                                                                               |
| Douaisien    | -/1950                 | Arsenal de Lorient                | |
| Brestois     | -/1950                 | Ateliers et Chantiers de la Loire | 1961 Saint Philippe |
| Dunkerquois  | 26. Mai 1949/1950      | Ateliers et Chantiers de la Loire | 1960 in Port de Bouc um 15 Meter verlängert, Dezember 1963 Saint Bernard, Mai 1970 Argostar, 1973 Umbau zur Barge Ile d'Ouessant, 1986 in Marseille zum Kranschiff Cormorant umgebaut |
| Lillois      | -/1950                 | Ateliers et Chantiers de la Loire | |
| Tourquennois | -/1953                 | Ateliers et Chantiers de la Loire | 1955 Saint Thomas, 1958 um 15 Meter verlängert, 1970 Argowave, 1973 Seaford, August 1975 Abbruch in Guixar, Spanien                                                                   |
| Oranie       | -/-                    | Ateliers et Chantiers de la Loire | 1968 bei Cie. Nantaise de réparations Navales um 7 Meter verlängert |
| Tunisie      | -/4. Mai 1951          | Ateliers et Chantiers de la Loire | 1968 bei Cie. Nantaise de réparations Navales um 7 Meter verlängert, 1972 Platon, 1977 Capricorn                                                                                      |